# 耶蒙当
耶蒙当（法語：Hyémondans，法語發音：[jemɔ̃dɑ̃]）是法国杜省的一个市镇，属于蒙贝利亚尔区。

## 地理
耶蒙当（47°23'15"N, 6°38'58"E）面积6.87 平方千米，位于法国勃艮第-弗朗什-孔泰大區杜省，该省份为法国东部内陆省份，北起上索恩省，西接汝拉省，东部及东南部与瑞士接壤，东北部与贝尔福地区省接壤。
与耶蒙当接壤的市镇（或旧市镇、城区）包括：苏朗、古莱当布兰、当布兰、维莱贝尔瓦、昂特伊、朗特南。

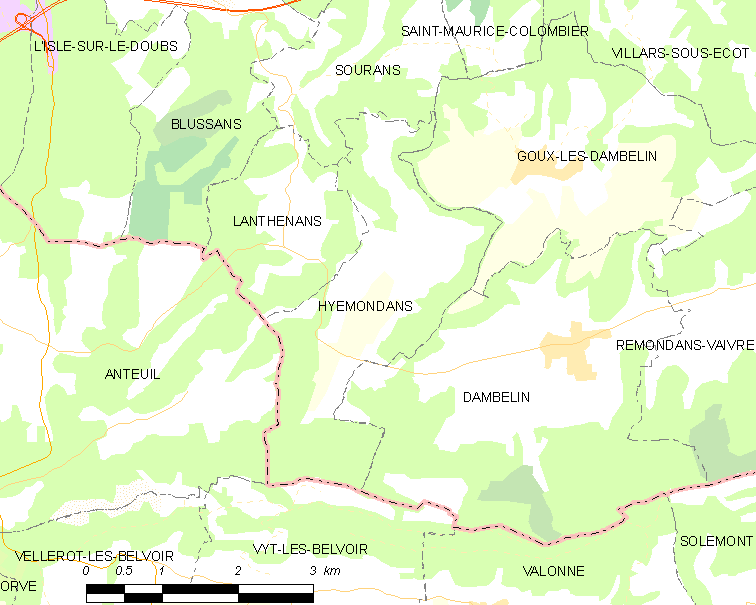
耶蒙当的OSM定位图

耶蒙当的时区为UTC+01:00、UTC+02:00（夏令时）。

## 行政
耶蒙当的邮政编码为25250，INSEE市镇编码为25311。

## 政治
耶蒙当所属的省级选区为巴旺县。

## 人口

1962-2008年间耶蒙当人口变化图示

耶蒙当于2022年1月1日时的人口数量为203人。